# Унутра (филм)
Унутра је српски играни филм из 2011. године, који су заједно режирали Јелена Марковић и Мирко Абрлић, по његовом сценарију.
Филм је своју премијеру имао у Србији 07. марта 2015. године ФЕСТ-у.

## Радња
Јован је ученик Београдског универзитета из Ћуприје и налази се у новим околностима које није у животу очекивао, нити је могао да замисли: Осуђен је на годину дана затвора са Мером обавезног лечења. Овај филм га прати од преласка из собе у истражном затвору, на Издржавање казне у специјалној затворској болници, у истој згради! Јовану на почетку филма још не допире урадити свести да је његово понашање било је Ризично, на осећа да ту не припада, сматра да је његов случај Бенигни стицај околности. Себе доживљава као повременог корисника наркотика, који може и не мора да их конзумира, ао болести зависности ни не размишља!
Амбијент у ком се одвија филма даје реалистичан приказ Одељења за зависнике Специјалне затворске болнице, где осуђеници / болесници располажу удобним условима за живот основним. Њихова главна обавеза је да воде рачуна о себи и искористе време да се казне стабилизују. Кроз епизоде се појављују командири, медицинска сестра и ВАСПИТАЧ. Њихово учешће у једном дневно рутини овог одељења је ненаметљиво. Поред правила установе, они поштују сва права осуђеника. Васпитач себе ставља на располагање осуђеницима, стручан је и пун стрпљења. Али он је један, осуђеника и проблема на њиховом развојном путу много. Како тече филма, кристалише се организованост осуђеника да избегну надзор и осујете запосленима увид у одређена збивања. Организованом злоупотребом околности, мала група осуђеника окупљена око вође Марета, намеће свима своја неписана правила.
Јован се труди да буде сто прибранији, да одговорно и добро комуницира са надлежним командирима и васпитачима. Има намеру да се врати свом животу и плановима неоштећен и жели да му време прође без компликација. Међутим, немајући свест о проблему који га је довео дотле, Јован нема ни адекватно понашање које би га заштитило од замки живота, па ни замки блока на ком издржава казну. Брзо и лако, Јован улази у односе са осталим момцима. Још брже и лакше, његов Однос са Маретом од познанства прераста у пословни однос корисника и дилера, а неприметно ИУ Однос зависника и дилера ... Јован у затворској болници фамозну зависан од опасног опијата - хероина. Његови некадашњи планови постају празне приче, њен Осећај да има контролу над собом за време казне се претвара у Осецање Стварне заробљености ја Стварне безизлазности. Сви познати начини на које се дилери довијају ДА кријумчаре робу и да је распродају, као и начини на које се зависници сналазе ДА дођу везе новца или да се задуже код дилера, развијају се у оквирима затвора као и на слободи!
Кроз филм, односно кроз Јованов Живот у затворској болници, дефилују осуђеници разних карактера. Најјаснија подела међу њима је на све који упадају у "паукову мрежу", и на оне који умеју да остану по страни и сачувају се. Свако од њих носи своју појединачну судбину, служи казну своју и има своје место у хијерархији међу осуђеницима.
Јованова жеља до краја остаје да се врати свом нормалном животу, студијама и вези са девојком. Међутим, избори које Јован прави, од њега чине још једну жртву зависности изложену и другим болестима, невољну да призна грешке Сопствене, ма колико свима очигледне. Када разрађена шема диловања на блок коначно Буде раскринкана и организација по свим шавовима пукне, Јованове шансе за "нормално" Су Већ избледеле. Тек Сасвим поражен, Јована ће се суочити са последицама својих избора. Једино уз суочавање, моћи ће да посегне за подршком која је увек била ту.

## Улоге
| Глумац                 | Улога            |
| ---------------------- | ---------------- |
| Александар Милисаљевић | Јован Николић    |
| Ђорђе Ерчевић          | Маре             |
| Иван Николић           | Жарко            |
| Лазар Миљковић         | Лаки             |
| Јасмина Димитријевић   |                  |
| Душан Радојичић        |                  |
| Урош Милојевић         | Сава             |
| Милан Пајић            |                  |
| Милош Илић             |                  |
| Предраг Пауновић       |                  |
| Лука Табашевић         |                  |
| Никола Пенезић         | Ера              |
| Слободан Степић        | Игор             |
| Ненад Јанковић         | Управник затвора |